# الأكاديمية الوطنية للإدارة العامة
الأكاديمية الوطنية للإدارة العامة (بالإنجليزية: National Academy of Public Administration)‏ هي جامعة، تأسست في 1958، في فيتنام.